# Los Picapiedra en Viva Rock Vegas
Los Picapiedra en Viva Rock Vegas, es una película del año 2000, y precuela de Los Picapiedra de 1994, basada en la serie de dibujos animados con el mismo nombre, producida por Amblin Entertainment y Hanna-Barbera, y distribuida por Universal Pictures. La película fue un fracaso de taquilla, recibiendo críticas negativas por parte de los fanáticos, considerando que era la peor de la serie, recaudando $24 millones menos que su presupuesto original.

## Sinopsis
De un planeta extraño llega el alienígena Gatzú, enviado para estudiar los rituales de apareamiento humano. Llega al planeta Tierra, donde Pedro Picapiedra y Pablo Mármol acaban de graduarse en la Academia Bronto Crane y empiezan a trabajar como operarios en la cantera. Por la noche salen a conocer chicas.
Wilma Rocachispa es una joven de clase alta que escapa de su casa, porque no está dispuesta a soportar los planes de futuro de su madre. Conoce a Betty, con quien entabla una gran amistad, y son invitadas por Pedro y Pablo a pasar el día en el parque de atracciones. Allí, Pablo siente gran simpatía por Betty, y se va con ella, pues al principio era la pareja de Wilma. Wilma juega a los bolos con Pedro, y surge una chispa de amor entre ellos. Poco después la madre de Wilma la encuentra, rogándole que vuelva a su casa para celebrar el cumpleaños de su padre. Aquí, conocen la verdadera procedencia de Wilma, cosa que a Betty le choca bastante. Wilma presenta a Pedro a su familia, mofándose ésta de él por ser de clase más baja, sobre todo el antiguo novio de Wilma, Chip Rockefeller. La mascota de Pedro, Dino, llega a casa de los Rocachispa, echando a perder la fiesta. Chip invita a las dos parejas a un viaje con gastos pagados a la inauguración de su casino en Rock Vegas. Aquí comienza su verdadero plan para recuperar a Wilma. Surgen celos entre las parejas, Betty se enamora de un cantante, mientras Pedro gana y gana dinero en las apuestas, perdiéndolo todo después. Chip le tiende una trampa, haciéndole creer a Wilma que Pedro le robó su valioso collar de perlas. Envía a Pedro y a Pablo a la cárcel, los cuales escapan y vuelven a Rock Vegas para aclarar todo lo sucedido. Chip le pide matrimonio a Wilma, pero Pedro regresa y le declara su amor, aunque no pueda ofrecerle riquezas. A ella le basta con eso y acepta casarse con Pedro. Los dos se casan, y posteriormente lo harán Pablo y Bety.

## Elenco
- Mark Addy - Pedro Picapiedra
- Stephen Baldwin - Pablo Mármol
- Kristen Johnston - Vilma Rocaplata
- Jane Krakowski - Betty
- Joan Collins - Perla Rocaplata
- Thomas Gibson - Chip Rockefeller
- Alan Cumming - Gazú, Mick Jaggas
- Harvey Korman - Coronel Rocaplata
- Alex Meneses - Roxie
- John Taylor - Keith Richrock
- Tony Longo - Gran Rocko
- Danny Woodburn - Pequeño Rocko
- Taylor Negron - Gazaam & Gazing
- Jack McGee -
- David Jean Thomas -
- Mel Blanc - Perrito Dino